# Les Gladiateurs (film, 1969)
 (octobre 2013).
Si vous disposez d'ouvrages ou d'articles de référence ou si vous connaissez des sites web de qualité traitant du thème abordé ici, merci de compléter l'article en donnant les références utiles à sa vérifiabilité et en les liant à la section « Notes et références ».
Pour les articles homonymes, voir Les Gladiateurs.
Pour plus de détails, voir Fiche technique et Distribution.
Les Gladiateurs (Gladiatorerna) est un film suédois de Peter Watkins, sorti en 1969.

## Synopsis
Les plus grandes puissances internationales, alignées et non-alignées, craignant la possibilité d'une nouvelle guerre mondiale, décident de l'empêcher en canalisant les pulsions agressives de l'homme. Elles forment une Commission Internationale qui s'emploie à organiser des combats entre des soldats de différents pays. Ces compétitions, qui peuvent aller jusqu'à la mort, sont appelées Jeux de la Paix - elles sont sponsorisées et retransmises par satellite dans le monde entier. Le film se concentre sur le Jeu 256, qui se déroule dans le Centre International des Jeux de la Paix près de Stockholm, sous le contrôle d'un puissant ordinateur. Les arbitres décident d'éliminer un homme et une femme appartenant à des équipes opposées mais qui tentent de s'approcher, considérant qu'ils mettent ainsi en danger la stabilité du système.

## Réalisation
En 1969, exilé en Suède, Peter Watkins tourne Les Gladiateurs avec des acteurs professionnels et amateurs de différents pays. Tourné pendant les révoltes de 1968 en Europe, notamment à Mai 68 à Paris, le film est directement influencé par ces évènements.
Initialement prévu pour être tourné caméra à l'épaule, The Gladiators est finalement filmé avec une caméra 35 mm (à l'époque peu maniable), ce qui oblige Watkins à recourir, « cas de force majeure, à un style plus statique et plus formel ».
Le film étant attaqué[Quoi ?], Watkins reprend la route de l'exil.

## Fiche technique
- Titre : Les Gladiateurs
- Titre original suédois : Gladiatorerna
- Titre anglais : The Gladiators (The Peace Game)
- Réalisation : Peter Watkins
- Scénario : Peter Watkins et Nicholas Gosling
- Production : Bo Jonsson
- Photographie : Peter Suschitzky
- Montage : Lasse Hagström
- Son : Tage Sjoborg
- Direction artistique : William Brodie
- Maquillage : Ann Brodie
- Costumes : Chris Collins
- Pays d'origine :  Suède
- Format : Couleur - Mono
- Genre : Drame - Science-fiction
- Durée : 69 min.
- Langue : anglais
- Dates de sortie :
  - Suède : 1968
  - France : 7 novembre 1969[1]

## Distribution artistique
- Arthur Pentelow (en) : Général britannique
- Frederick Danner : Officier britannique
- Hans Bendrik (sv) : Capt. Davidsson
- Daniel Harle : Officier français
- Hans Berger : Officier Ouest-allemand
- Rosario Gianetti : Officier américain
- Tim Yum : officier chinois
- Kenneth Lo : colonel chinois
- Björn Franzen : colonel suédois
- Christer Gynge : arbitre assistant
- Jürgen Schilling : officier est-allemand
- Stefan Dillan : officier russe
- Ugo Chiari : officier italien
- Chandrakant Desai : officier indien
- George Harris : officier nigérian
- Jeremy Child : B-1
- Erich Stering : B-2
- Jean-Pierre Delamour : B-3
- Richard Friday : B-4
- Roy Scammell : B-5
- J.Z. Kennedy : B-6
- Terry Whitmore : B-8
- Eberhard Fehmers : B-7
- Keith Bradfield : narrateur
- Pik Sen Lim : C-2
- To Van Minh : B-10